# 褐大頭蟻
褐大頭蟻（學名：Pheidole megacephala），又稱熱帶大頭家蟻，陸譯廣大頭蟻，是蟻科大頭蟻屬下的一種螞蟻，是澳大利亞最強勢的入侵物種之一，當地稱之為coastal brown ant（沿岸褐蟻），對本土螞蟻的生存構成了巨大威脅。 是世界百大外來入侵種之一。
最早由是約翰·克里斯蒂安·法布里丘斯在1793年描述於毛里求斯的，但之前18年同樣的物種就已經發現於埃及了。此外，褐大頭蟻遍佈全球各地。

## 描述

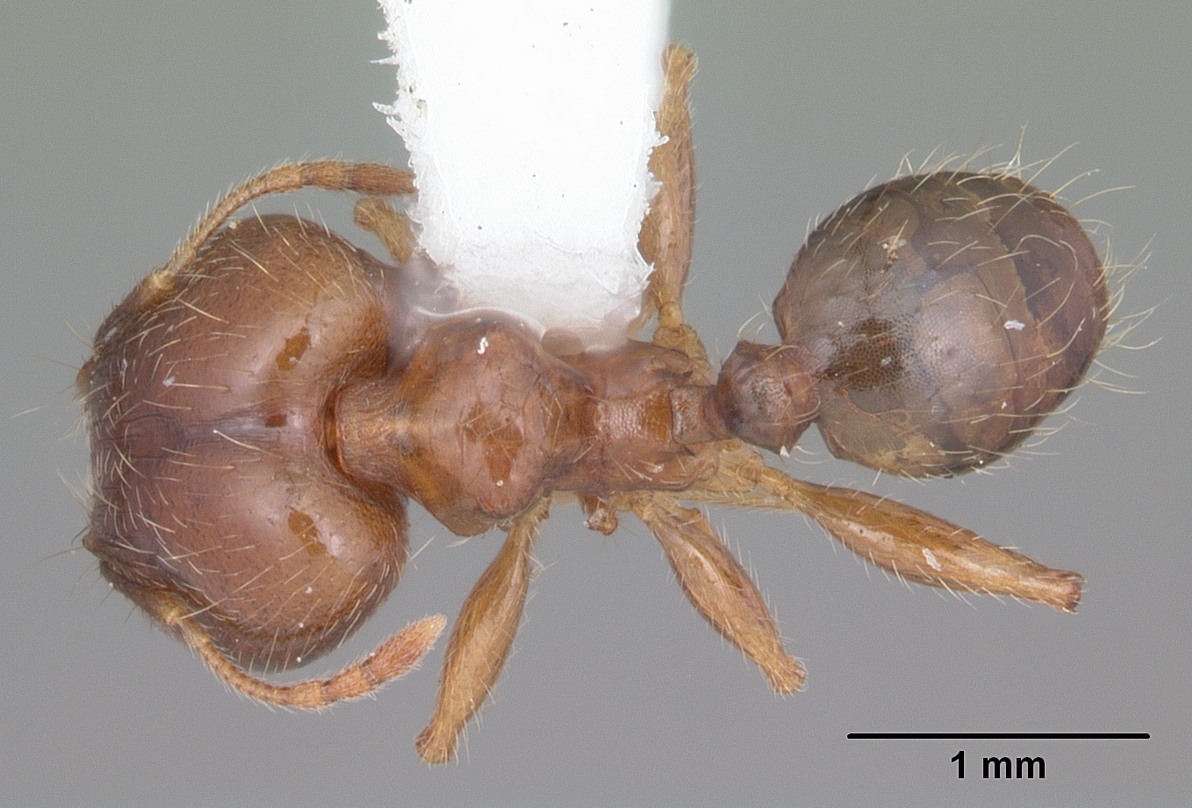
褐大頭蟻兵蟻的腹部

只有兵蟻才有不成比例的大型上顎以用來嚼碎種子，其身體長度為4（0.16英寸），是較小的工蟻的兩倍。顏色則不一，從黃褐色到紅褐色及進黑色不等。頭的前半部有紋路，後半部光滑。腰身和頭部之間的區分十分明顯，同時腰部有一對較短的上突棘刺。通體有稀疏的毛。

## 習性

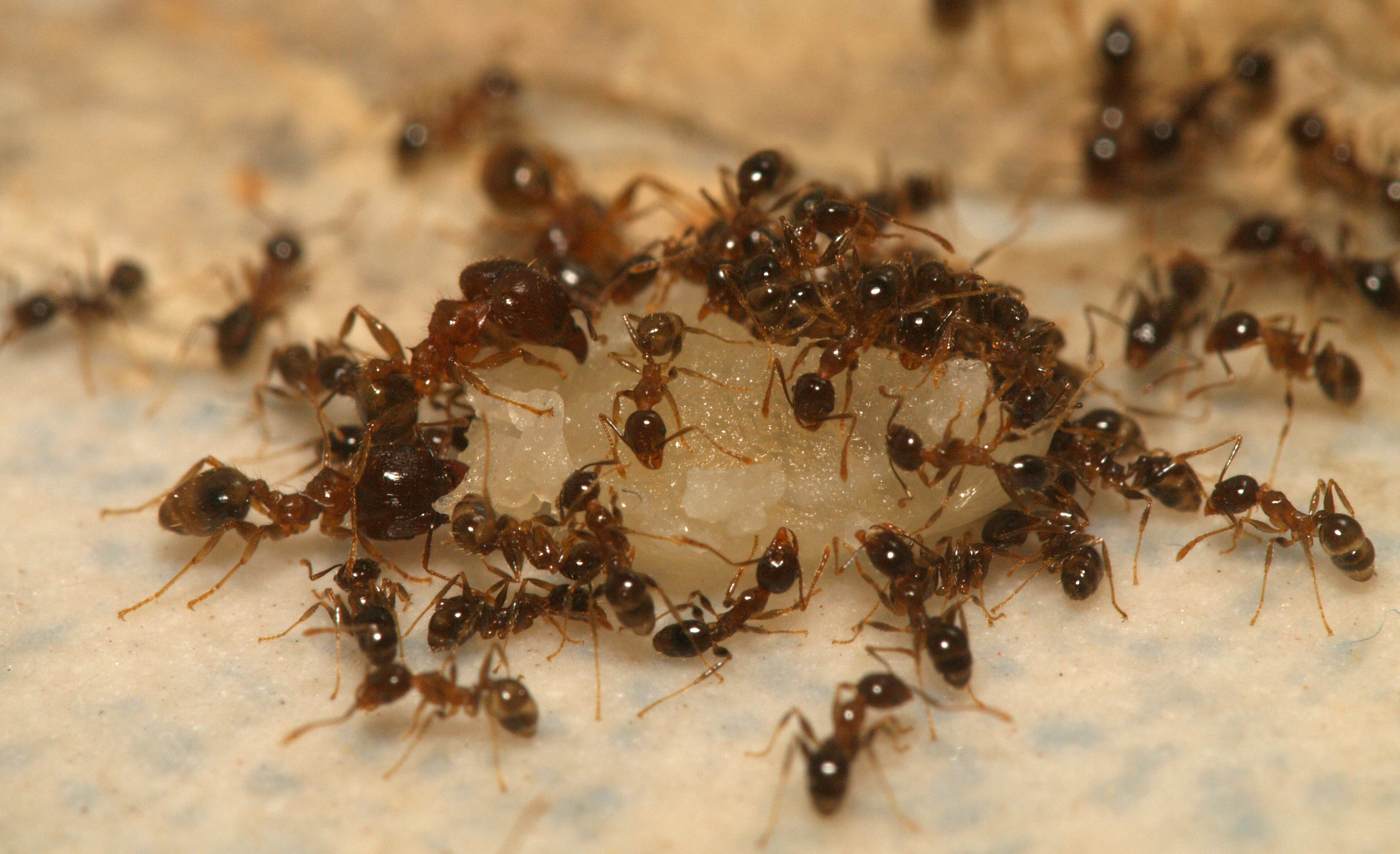
工蟻在搬運麵包屑

褐大頭蟻的巢穴在地下，室內室外都有發現。一般有數個蟻后。 因為原來的蟻后可能離開巢穴另立新家，所以會發展成多個巢穴連接在一起現象。 每隻蟻后每月一次可以產290枚卵。2到4星期後孵化成白色的幼蟲，由工蟻餵養，一個月後結蛹。20天後孵化。
褐大頭蟻以昆蟲屍體、小型無脊椎動物和蚜蟲、蚧殼蟲、水蠟蟲、粉虱和飛虱排泄出的蜜露為食。因此有褐大頭蟻巡視的樹木上後者就會很繁盛。 其巢穴不止一個入口，除去地面之外，也會在樹幹上築巢。因為巢穴類型和白蟻相似而可能會被混淆。此外，只有蜜露是當下提取，其他食物都會被工蟻搬回蟻穴共同分享。

## 外部連結
- 维基共享资源上的相關多媒體資源：Pheidole megacephala